# Slate (Magazin)
Slate ist ein Online-Magazin bzw. Webzine, das ursprünglich 1996 von Microsoft als Teil von MSN aufgebaut wurde. Am 21. Dezember 2004 wurde es von The Washington Post Company gekauft.

## Strukturen
Inhaltlich konzentriert es sich auf Nachrichten, Kultur, Politik und Sport. Slate ist eine Mixtur aus traditionellen News-Seiten und einem Blog. Das E-Zine besteht überwiegend aus Kolumnen, versucht aber, mehr Sachbezogenheit als die meisten Blogs zu bewahren. Einer seiner Autoren ist der populäre US-amerikanische Gastrokritiker Jeffrey Steingarten. Die meisten Beiträge sind eher kurz gehalten und relativ unterhaltend orientiert. Es gibt zahlreiche Meta-Kolumnen. Diese dienen der Sichtung und Bewertung der aktuellen Produktion von überregionalen Zeitungen, Zeitschriften und Blogs. Enthalten sind überdies eine Anzahl eigener Blogs, darunter solche, die zu den meistbeachteten gehören, wie die „Kausfiles“. Der international bekannte Cartoon Doonesbury ist hier ebenfalls zuhause.
Slate bietet etliche seiner Kolumnen auch stetig in Podcast-Hörfassung zum täglichen Download. Slate liefert ständig Beiträge zur Nachrichtenmagazin-Sendung „Day to Day“ im National Public Radio.

## Geschichte
Kommentator Mickey Kaus Kolumne „Kausfiles“ gilt als einer der frühesten Blogs.
Im März 1998 erregte Slate beträchtliches Aufsehen durch die Einführung eines jährlichen Abonnements von 19,95 US-Dollar. Das E-Zine war damit eine der ersten Websites außerhalb der Online-Porno-Branche, das ein solches Geschäftsmodell ansteuerte. Die Rechnung ging nicht auf, so dass schon im Februar 1999 die Zugangsgebühr fallengelassen wurde und man zu werbebasiertem freiem Zugang zurückkehrte. Ein ähnliches Subskriptionsmodell wurde im April 2001 hingegen vom Konkurrenz-E-Zine Salon.com erfolgreich umgesetzt. 
Im Juli 2005 brachte Slate erstmals ein Podcast-Angebot heraus. Es bestand aus ausgewählten Beiträgen im aktuellen Slate, die von Herausgeber Andy Bowers eingelesen wurden. Ein weiterer Podcast mit der „Explainer“-Kolumne kam Monate später dazu. Ein dritter fester Bestandteil namens „Slate’s Spoiler Special“ rezensierte Kinofilme für Leute, die bereits Gelegenheit hatten sie zu sehen.
Im November 2005 führte Slate eine tägliche Rubrik namens „Today’s Pictures“ ein. Diese bestand aus fünfzehn bis zwanzig Fotografien aus dem Archiv der Agentur Magnum Photos, die ein bestimmtes Thema abdeckten. Die neue Kolumne beinhaltete darüber hinaus zwei Flash-animierte „Interactive Essays“ im Monat. 
Im Juni 2006, zu ihrem zehnjährigen Erscheinen, wartete Slate mit einer weitergehend umgestalteten Website auf. 2007 schließlich wurde „Slate V“ neu eingeführt, ein Online-Video-Magazine, das auf den Text-Artikeln aufsetzt und sie mit filmischen Mitteln fortführt und erweitert.
Mittlerweile existieren zwei von Paris aus betriebene Ausgaben in französischer Sprache, slate.fr sowie slateafrique.com.